# Phymatellidae
Phymatellidae é uma família de esponjas marinhas da ordem Lithistida.

## Gêneros
- Neoaulaxinia Pisera e Lévi, 2002
- Neosiphonia Sollas, 1888
- Reidispongia Lévi e Lévi, 1988